# Ronny Jank
Ronny Jank (* 1. Dezember 1975) ist ein ehemaliger deutscher Fußballspieler. Für den FC Erzgebirge Aue absolvierte der 1,80 m große Stürmer 30 Partien in der 2. Bundesliga.

## Karriere
In seiner Jugendzeit spielte Ronny Jank zunächst ab 1982 bei Energie Cottbus, ehe er zum Stadtrivalen Lokomotive Cottbus wechselte. 1996 schloss sich der Stürmer dem 1. FC Union Berlin in der damals drittklassigen Regionalliga Nord an. In Berlin entwickelte er sich zum Stammspieler, verließ den finanziell angeschlagenen Verein aber 1998 und ging zum Ligakonkurrenten FSV Zwickau, bei dem er sich ebenfalls als Stammspieler durchsetzen konnte. Von dort wechselte er zur Saison 2000/01 zum Ligakonkurrenten FC Erzgebirge Aue; nach zwei eher schwächeren Spielzeiten etablierte er sich in der Saison 2002/03 auch hier als Stammspieler und war in dieser Saison mit 13 Toren in 34 Spielen maßgeblich am Aufstieg des Vereins in die 2. Bundesliga beteiligt. In der folgenden Zweitligaspielzeit 2003/04 trug er mit vier Toren in 30 Partien seinen Teil zum Klassenerhalt der Auer bei.
Nach Saisonende wechselte er im Sommer 2004 zum Regionalligisten VfL Osnabrück. In seinem ersten Jahr bei den Niedersachsen konnte er mit zwei Toren in 24 Einsätzen die an ihn gerichteten Erwartungen nicht erfüllen; im zweiten Jahr absolvierte er in der gesamten Hinrunde nur zwei Kurzeinsätze. Daraufhin löste Jank seinen Vertrag mit den Osnabrückern in der Winterpause auf und wechselte zum VfR Aalen in die Regionalliga Süd. Hier wurde er in der Rückrunde 14 Mal eingesetzt und erzielte dabei drei Tore. Doch auch bei den Aalenern konnte er sich in seinem zweiten Jahr nicht mehr durchsetzen; vielmehr sah er sich bei seinen nur acht Einsätzen in der Saison 2006/07 – davon lediglich zwei über die volle Spielzeit –, in denen er ohne Torerfolg blieb, der öffentlichen Kritik ausgesetzt. Sein auslaufender Vertrag wurde nicht verlängert; so kehrte Jank im Sommer 2007 in seine sächsische Heimat zurück und schloss sich dem in der damals fünftklassigen Landesliga Sachsen spielenden FV Dresden-Laubegast an. Diesen verließ er nach einem Jahr wieder und wechselte zum Heidenauer SV, der ebenfalls in der Landesliga antrat, welche im Zuge einer Ligenreform aber inzwischen zur nur noch sechsthöchsten Spielklasse herabgestuft worden war. Dort beendete Jank 2010 seine Karriere als aktiver Fußballspieler.